# 盛博理
盛博理，特維爾的盛博理男爵，FRS，HonFREng（1940年10月24日—），另又譯作戴維·約翰·森寶利或大衛·約翰·賽恩斯百利，英國政商人士。他在1992年至1997年期間任連鎖超市森寶利主席，該品牌由其曾祖父約翰·詹姆斯·森寶利（John James Sainsbury）於1869年創立。於1997年獲冊封終身貴族，1998年至2006年間無薪就職科技與創新大臣，現任上議院議員並代表工党。
盛博理同時也是劍橋大學的主要捐贈者，並在2011年獲遴選為劍橋大學校監。

## 早期及私人生活

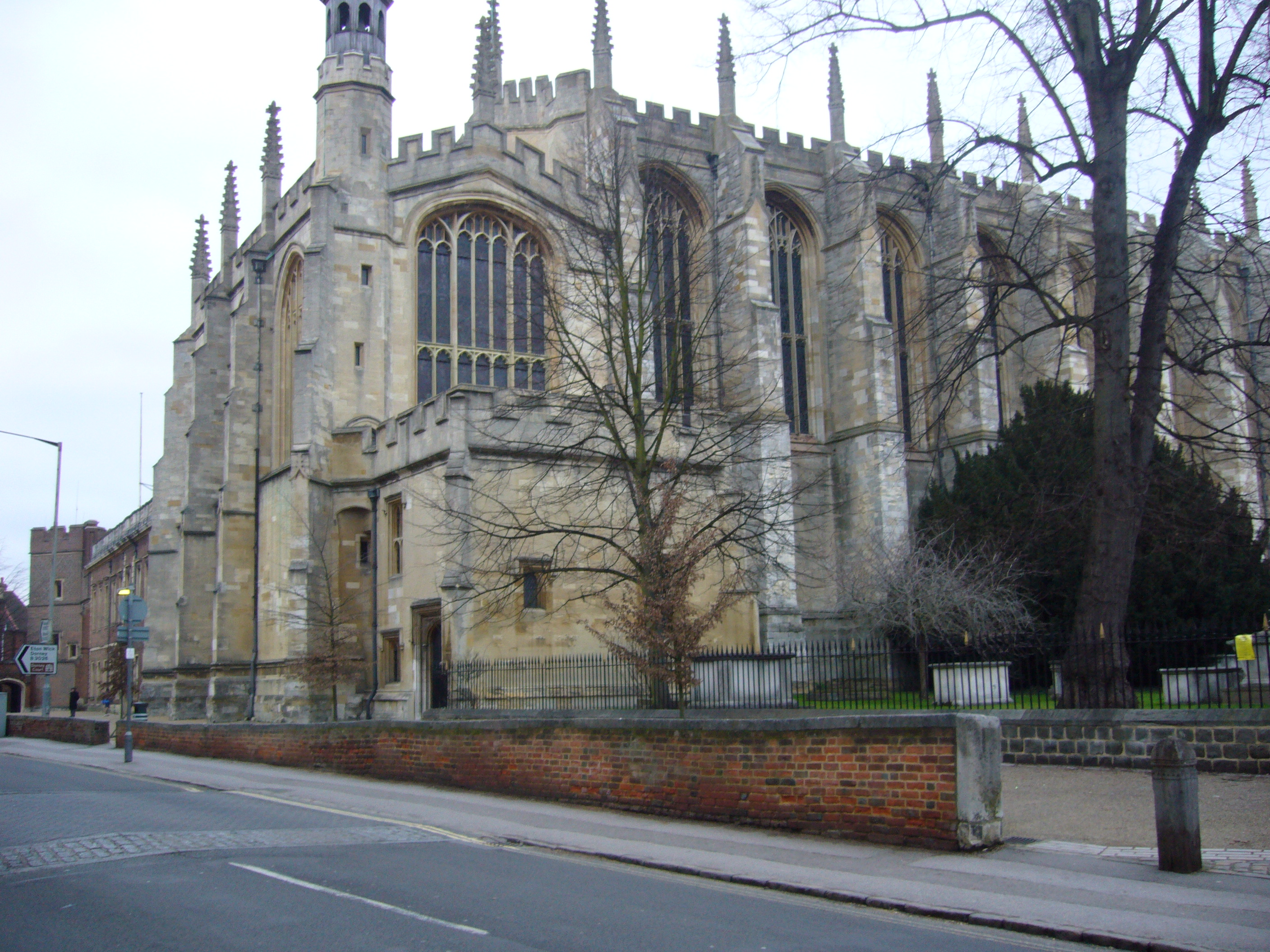
伊頓公學

盛博理是羅拔·森寶利爵士與麗莎范德貝利之子，是森寶利男爵的侄子。他同輩親戚包括施蒙·盛博理、保守派的終身貴族普雷斯頓坎多維的森寶利男爵和保守党國會議員添·森寶利爵士。其曽祖約翰·詹姆斯·森寶利與瑪麗·安於1869年在都利里開辦的雜貨店，發展成今日的連鎖超市森寶利。
盛博理曽就讀於伊頓公學，及後入讀劍橋大學、在國王學院取得歷史與心理學學位，隨後在美國哥倫比亞商學院取得工商管理碩士學位。
1994年獲皇家工程院邀請為院士。
1997年，工党在選舉大獲全勝，盛博理其後獲冊封為白金漢郡特維爾的盛博理男爵此一終身爵位。
倫敦大學學院和巴斯大學分別在2007年和2008年授予他理科榮譽學位。
他與其妻 Susan Carol "Susie" 育有三女。

## 從商經歷
盛博理在1963年加入家族企業、也就是森寶利的人事部門，1966年成為董事，並在1971年-1973年間出任財務總監。

## 從政經歷
盛博理於1960年代加入工黨，但他其後於1981年簽署了由「工黨四君子」草擬的《灰岩樓宣言》退出工黨，並改投四君子同時成立的社民黨。1987年國會大選後，自由黨有意與已組成政治聯盟的社民黨合併，但四君子之一的大衛·歐文反對合併。盛博理和歐文持相同意見，遂協助他建立新的「社會民主黨」。唯其後該政黨於1990年解散，盛博理遂與工黨再續前緣，並在1996年重新加入，並在1997年獲工黨引薦進入上議院，同年10月3日被封為終身貴族，獲封白金漢郡特維爾，是為「特維爾的盛博理男爵」。

盛博理自1998年7月至2006年11月任貿易暨工業部的政務次官，以及科技及革新大臣，兩者均在他同意下改為無給職。他同時亦是貝理雅內閣內，繼貝理雅本人及白高敦後任期最長的閣員。

2016年，英國舉行脫歐公投，盛博理支持英國留在歐盟體系並資助「留歐」宣傳活動。

## 出任劍橋大學校監
2011年，盛博理獲劍橋大學校董會正式提名為該校校監。若在6月17日以前無人提出參選競逐，盛博理即可在7月1日赴任。但當地一間雜貨店店主抗議森寶利計劃進駐故憤而與5月29日提出參選。四日後，一群劍橋校友另擬出布賴恩·布萊斯德為參選代表。6月20日，支持社會主義的大律師申請參選成為第三位反對盛博理的候選人。這次選舉是自1847年最後一次投票競選，劍橋136年以來首次需作選舉的遴選。最終盛博理在10月14-15日的選舉中取得52%選票（2893/5558，± 2.5%）勝出，並於10月16日履新。

## 外部連結
- David Sainsbury, Lord Sainsbury of Turville Official Website （页面存档备份，存于）
- Gatsby Charitable Foundation （页面存档备份，存于）
- Lord (David) Sainsbury of Turville – DTI ministers
- The Sainsbury Family and Lord (David) Sainsbury
- Lord (David) Sainsbury interview （页面存档备份，存于） on Desert Island Discs
- Lord (David) Sainsbury: UK politics profile （页面存档备份，存于）
- SPEAK – Profile of Lord (David) Sainsbury of Turville
- David Sainsbury Forbes.com: Forbes World's Richest People （页面存档备份，存于）
- David Sainsbury of Turville and Software Patents （页面存档备份，存于）
- Profile of the Sainsbury family （页面存档备份，存于）
- The Sainsbury Laboratory funded by The Sainsbury Family Charitable Trusts
- Sainsbury Laboratory Cambridge University （页面存档备份，存于）
- The Centre for Mental Health, funded by The Sainsbury Family Charitable Trusts （页面存档备份，存于）

| 學術機關職務            | 學術機關職務        | 學術機關職務 |
| ----------------------- | ------------------- | ------------ |
| 前任者： 愛丁堡公爵殿下 | 劍橋大學校監 2011－ | 現任         |